# A kisfiú és a pap
A kisfiú és a pap (eredetileg angolul A Boy and a Priest) a South Park című rajzfilmsorozat 289. része (a 22. évad 2. epizódja). Elsőként 2018. október 3-án sugározták az Egyesült Államokban. Magyarországon 2018. november 6-án mutatta be a Comedy Central.
A cselekmény szerint Maxi atya prédikációi közben folytonos gúnyolódások célpontjává válik. Butters lesz az, aki vigasztalni próbálja, amit a többiek nem néznek jó szemmel. Ez a második rész, mely a katolikus gyermekmolesztálási botrányokat parodizálja ki a Katolikus gyerekmolesztálási botrány című rész után.

## Cselekmény
|  | Alább a cselekmény részletei következnek! |

South Park összes családja összegyűlik vasárnaponként a templomban. Stan nem érti, miért kell templomba járni minden héten, mire a szülei, Randy és Sharon annak fontosságáról tájékoztatják, illetve arról, hogy utána sokkal jobb kedvük lesz. A templomban, miközben Maxi atya beszédet mond, az egybegyűltek állandóan katolikus gyerekmolesztálással kapcsolatos viccekkel zavarják meg, majd röhögésben törnek ki (kivéve Stan-t, Shelly-t, Butters Stotch-ot és a többi gyereket). Butters később visszajön, hogy megvigasztalja az atyát. Elmondja neki, hogy régebben őt is mindig gúnyolták a suliban, de már nagyobb népszerűségnek örvend, majd azt mondja Maxinak, hogy ne adja meg az örömet azoknak, akik bántják. Egy este, amikor Stanéknél kártyáznak, Randy megint elkezdi gúnyolni Maxit, aki el akar menni, de Butters arra kéri, ne hagyja, hogy mások kegyetlensége befolyásolja. 
Maxi egyre több időt tölt Butters-szel, mely odáig vezet, hogy vasárnap nem nyit ki a templom. Mr. Mackey felhívja a denveri érsekséget, hogy eltűnt a pap, erre az egyház a Pucolókat (egy papokból álló tisztítócsoportot) küldi a lehetséges nyomok eltüntetésére (ami lényegében a gyerekmolesztálások után maradó ondó eltávolítása). Később Butters és Maxi atya elmennek Clyde születésnapi bulijára, akit igencsak feldühíti a pap jelenléte. Kyle próbálja meggyőzni Butterst, hogy vigye el őt innen, amit Maxi atya meghall és elmegy. Butters utánamegy, ahol is az atya azt mondja, hogy papként tényleg nem tartozik a gyerekek közé, és többé ne barátkozzanak. Azt is elmondja, hogy tudott a katolikus gyerekmoleszálási botrányokról, és elmeséli, hogy emiatt a Vatikánban is járt. Úgy gondolta, hogy ha hallgat, akkor talán az egyház legyőzheti ezeket a dolgokat, de rá kellett jönnie, hogy az egyház velejéig romlott. Ezalatt a Pucolók rájönnek, hogy Maxi atya Butters-szel volt, ezért miután elfogják Stant és Clyde-ot, Butters nyomába erednek és őt is elkapják. Később az atya bűntudatot érez, és elmegy a Marsh-lakáshoz, hogy megtudja, hol lehet Butters. Itt szerez tudomást arról, hogy a Pucolók a városban vannak.
A három fiút az erdőbe viszik, ugyanis a Pucolók csalinak akarják őket használni. Egy Megapucgec nevezetű géppel tervezik feltakarítani az utána maradó nyomokat; eközben Maxi atya a helyszínre ér, és közli, hogy hagyják békén a gyerekeket, ő eljött személyesen, végezzenek vele. A Pucolók viszont nem akarják megölni, hanem át akarják őt helyeztetni a Maldív-szigetekre, luxuskörülmények közé, "ahogy az egyház mindig is tette". Mikor azt mondják neki, hogy van elég pap, aki a helyére lépne, Maxi atya halálra gázolja őket a Megapucgeccel. Úgy dönt, hogy marad South Parkban, mert most már van célja: megóvni a gyermekeket. Visszatér misézni, és most már zokszó nélkül tűri, hogy a városlakók továbbra is viccelődnek rajta és az egyházon.
A stáblista alatt a háttérben a #cancelsouthpark felirat látható.
|  | Itt a vége a cselekmény részletezésének! |

## Fordítás
Ez a szócikk részben vagy egészben  az   A Boy and a Priest című angol Wikipédia-szócikk ezen változatának fordításán alapul.  Az eredeti cikk szerkesztőit annak laptörténete sorolja fel. Ez a jelzés csupán a megfogalmazás eredetét és a szerzői jogokat jelzi, nem szolgál a cikkben szereplő információk forrásmegjelöléseként.